# Christa Speck
Christa Speck (1 de agosto de 1942 - 22 de marzo de 2013) fue una modelo y actriz alemana. Fue elegida Playmate del mes para el número de septiembre de 1961 de la revista Playboy, y como la Playmate del año en 1962. Fue fotografiada por Sam Wu.

## Carrera y apariciones en los medios
Speck estaba trabajando como secretaria de banco en el Bank of America cuando fue descubierta por Playboy. Fue elegida Playmate del mes para el número de septiembre de 1961 de la revista Playboy, y como Playmate del año en 1962, fue la primera modelo extranjera en ser llamada así. Trabajó como Conejita en el club nocturno de Chicago, vivió en la Mansión Playboy y apareció en los reportajes de la revista de la década de los 60 sobre la vida en la mansión: Playmate Holiday House Party (1961), Playmate Pillow Fight andBunnies (1963) y The Playboy Mansion (1966). Speck fue seleccionada por los lectores y editores de Playboy como una de las "diez Playmates favoritas de la primera década de la revista."
Sus páginas centrales pueden ser vistas en la película de 1978 Animal House, la cual tiene lugar en 1962. Speck es mencionada en el libro de 2007 Confessions of a Crabgrass Cowboy: From Lincoln Logs to Lava Lamps: Coming of Age in an Early American Suburb de William Schwarz. También es mencionada brevemente en el libro de 2011 The Bunny Years por la ex-conejita Kathryn Leigh Scott.

## Vida personal
Speck nació en Danzig, Alemania (ahora Gdansk, Polonia).
Más tarde, estuvo casada con el productor de programación infantil Marty Krofft. Speck y Krofft tenían tres hijas.
Speck murió por causas naturales en su casa de Los Ángeles, California, a los 70 años de edad.